# Batalla de Cassano (1799)
La batalla de Cassano d'Adda se libró el 27 de abril de 1799 cerca de Cassano d'Adda, alrededor de 28 km al este-noreste de Milán. Resultó en una victoria de los austríacos y rusos, comandados por Alexander Suvorov sobre el ejército francés de Jean Moreau. El conflicto es parte de la Guerra de la Segunda Coalición durante el conflicto más grande conocido como las Guerras Revolucionarias Francesas.

## Antecedentes
Mientras el general Napoleón Bonaparte hacía campaña en Egipto, la Segunda Coalición invadió la Italia ocupada por los franceses. El 26 de marzo de 1799 el Mayor General Barthélemy Schérer tuvo enfrentamientos contra los austriacos en Pastrengo, Verona y Legnago, las cuales tuvieron resultados inconclusos. Luego el Feldmarschal-Leutnant Paul Kray comandando a los austriacos derrotaron a Schérer en la batalla de Magnano el 4 de abril. Esta derrota obligó al ejército francés a realizar una larga retirada. Los intentos de Schérer de mantener las líneas de los ríos Mincio y Oglio fracasaron cuando una fuerza austríaca dirigida por el Feldmarschal-Leutnant Josef Vukassovich giró su flanco norte. Schérer, completamente sobrepasado, entregó el mando del ejército a Moreau, quien era más capaz. Los aliados rusos de Austria, liderados por Suvorov, pronto comenzaron a aparecer en el frente.
Cuando el mariscal de campo Suvorov se unió al ejército aliado, tomó el mando superior, el cual ostentaba Kray, aunque este último acababa de ser ascendido a Feldzeugmeister. La llegada del general de caballería Michael von Melas desplazó a Kray del mando superior. Por lo tanto, a Kray se le asignó la captura de la fortaleza de Mantúa, mientras Melas y Suvorov perseguían a los franceses. El asedio de Mantúa duró desde abril hasta que la guarnición se rindió el 28 de julio.

## Batalla
Moreau desplegó las divisiones de los generales Paul Grenier, Claude Victor, Jean Sérurier y Pierre de Laboissière para defender la línea del río Adda. Los austriacos todavía constituían la mayor parte del ejército aliado, ya que solo estaban presentes tres formaciones de cosacos. Los comandantes de la división austriaca eran el Feldmarschal-Leutnant Peter Ott, el Feldmarschal-Leutnant Johann Zoph, el Mayor General Franz de Lusignan (comandante interino del Feldmarschal-Leutnant Michael Fröhlich) y el Feldmarschal-Leutnant Konrad Valentin von Kaim. Incluso antes de la batalla, una fuerza rusa al mando de Piotr Bagratión flanqueó la posición francesa al tomar un puente sobre el Adda en Lecco el 26 de abril. Esto puso a la división de Sérurier en una posición incómoda. El 27 de abril, el general de caballería Michael von Melas con las divisiones de Fröhlich y Kaim asaltaron las posiciones francesas en Cassano, mientras que Ott y Zoph atacaron 6 km más al norte en Vaprio d'Adda. El asalto de Suvorov obligó a Moreau a retirarse.

## Resultados
Los franceses sufrieron 2.500 bajas, además alrededor de 5.000 soldados, 27 cañones y 3 estandartes resultaron capturados. Los austro-rusos perdieron 2.000 hombres entre muertos y heridos. Moreau se retiró, dejando una guarnición de 2.400 hombres en la ciudadela de Milán. El 28 de abril, Vukassovich atrapó a la división de Serurier en Verderio y los franceses perdieron otros 300 hombres y 2.700 fueron capturados. La división de Grenier se retiró a Novara mientras que Víctor y Laboissière se retiraron a Valenza. Otra fuente cuenta las pérdidas aliadas como de 6.000 hombres y los prisioneros franceses como de 7.000, sin enumerar a los franceses muertos y heridos. Kaim siguió adelante para capturar Turín el 20 de junio. La ciudadela de Milán capituló el 24 de mayo. La siguiente gran acción fue la batalla de Trebbia (1799) del 17 al 20 de junio.
La consecuencia más importante de esta batalla fue que el territorio de la República Cisalpina, creada por la Primera República Francesa, estaba ahora de nuevo en manos de la Monarquía de los Habsburgo.